# Gladiolus overbergensis
Gladiolus overbergensis är en irisväxtart som beskrevs av Peter Goldblatt och M.P.de Vos. Gladiolus overbergensis ingår i släktet sabelliljor, och familjen irisväxter. Inga underarter finns listade i Catalogue of Life.